# Карл Богданович
Ка̀рол Нерѐуш Бохдано̀вич (на полски: Karol Nereusz Bohdanowicz) или Карл Иванович Богданович (на руски: Карл Ива́нович Богдано́вич) е полско-руски геолог, минен инженер, изследовател и университетски преподавател. Извършва множество геоложки и физико-географски изследвания в Азия.

## Произход и младежки години (1864 – 1886)
Роден е на 29 ноември 1864 година в Люцин, Витебска губерния (днес Лудза Латвия), в католишкото семейството на Зофия (с моминско име Кононович) и Ян Павел Бохданович. През 1882 завършва Нижегородската военна гимназия, а през 1886 Петербургския минен институт. От завършването на института до 1919 извършва геоложки изследвания в Европейска Русия, Средна и Централна Азия, Сибир, Кавказ, Камчатка, Иран и Североизточен Китай.

## Експедиционна и изследователска дейност (1886 – 1901)

### Изследвания в Туркменистан и Иран (1886 – 1888)
През 1886 – 1888 г. изследва 300 км от северния склон на хребета Копетдаг (3117 м), Туркмено-Хорасанските планини (3314 м, разположени на югозапад от Копетдаг), северните и централни части на планината Елбурс (5604 м) и северните райони на пустинята Деще Кевир.

### Експедиция в Централна Азия (1889 – 1891)
През 1889 – 1891 г. участва в качеството си на геолог в „Тибетската експедиция“ на Михаил Певцов.
През пролетта на 1889 тръгва от западния ъгъл на езерото Исък Кул, достига на юг до селището Актала (38°30′ с. ш. 76°00′ и. д. / 38.5° с. ш. 76° и. д.) и оттам продължава на запад. Пресича Кашгарския хребет (7719 м) на юг от масива Конгур (7719 м), обхожда от север, запад и юг масива Музтагата (7546 м) и там открива група ледници. Връща се обратно в Яркенд, където се присъединява към експедицията. В края на лятото, отново самостоятелно, тръгва от оазиса Каргалик на юг. Достига до хребета Тизнаф (5360 м), завива на запад, пресича хребета Тохтакорум (5419 м), достига до горното течение на река Яркенд и по нея се спуска до селището Ния.
През февруари и март 1890 г. в западната част на Кунлун открива силно разчлененият хребет Карангутаг (200 км, 7013 м), а на изток от него, в басейна на река Юрункаш, по двете страни на хребета Музтаг – сложна система от неголеми планински хребети. По река Юрункаш се спуска до оазиса Хотан и оттам се придвижва до Ния.
В резултат от своите три самостоятелни маршрута Богданович установява основните черти на орографията на Западен Кунлун, установява дъгообразната извивка на неговите хребети, силната им разчлененост, наличието на „диагонално-напречни долини“ и открива връзката между Кунлун и Памир.

### Изследвания в Южен Сибир (1893 – 1895)
През 1893 – 1895 г. извършва геоложки изследвания покрай трасето на Трассибирската жп линия, между 87° и 103º и.д. Изследва Кузнецки Алатау (2178 м), проследява целия северен склон на Източните Саяни от река Абакан до границата с Китай (около 800 км). Дава първото описание на големия Иркутски (Черемховски) въглищен басейн.

### Експедиция в Далечния изток и Камчатка (1895 – 1898)
През 1895 г., по поръчение на министерството на земеделието и държавното имущество, Богданович възглавява експедиция за изучаване геоложкия строеж на Охотското крайбрежие и Камчатка, която продължава три години. Като топограф в експедицията е назначен щурмана Николай Николаевич Лелякин.
В края на ноември 1896 г. тръгват от Николаевск на Амур, преминават край езерото Орел и през януари 1897 достигат до устието на река Уда. През април двамата се изкачват по един долен ляв приток на Уда и изследват най-южните части на хребета Джугджур на повече от 100 км. През юни и юли експедицията се изкачва по Уда и открива Майския хребет (вторично, 2020 м, между реките Уда и Мая). В края на юли от устието на Уда отрядът тръгва на североизток по брега, като междувременно са открити няколко находища на злато. Между река Уда и селището Аян Богданович и Лелякин откриват дългия 225 км Крайбрежен хребет (1662 м). От Аян се прехвърлят в Охотск, където се разделят. Оттам през януари 1898 Богданович се връща обратно в Аян, като изследва цялото крайбрежие и югоизточните склонове на Джугджур на протежение от 550 км. Лелякин от Охотск поема на изток към Тауйския залив, като описва и точно картира неговата източна част – залива Одян и затварящият го от юг п-ов Кони. Още по на изток Лелякин описва и картира залива Забияк и п-ов Пягин.
От Аян Богданович се прехвърля в устието на река Тигил на западното крайбрежие на п-ов Камчатка. Изкачва се по Тигил до изворите ѝ, където открива ледници от висящ тип, тръгва на югозапад по билото на Средищния хребет (3621 м) и достига до изворите на река Облуковина. По пътя открива угасналия вулкан Хангар (2000 м). Пресича два пъти Средищния хребет (на около 57º 30` с.ш.) и по река Камчатка (758 км) през август 1898 се спуска до Тихия океан. По събраните материали от експедицията през 1901 г. двамата съставят карта на крайбрежието на Охотско море от устието на Амур до Охотск.
През есента на 1898 г. Богданович провежда геоложки изследвания в южната част на п-ов Ляодун.

### Експедиция в Чукотка (1900)
През 1900 г., отново като геолог, участва в експедицията на гвардейския полковник в оставка Владимир Михайлович Вонлярлярски в Чукотка за търсене на златни находища.

### Изследвания в Кавказ (1901)
По поръчение на комитета по геология през 1901 г. провежда геоложки изследвания в Източен Кавказ и два пъти пресича Главния хребет.

## Следващи години (1901 – 1947)
От 1902 до 1919 г. е професор по геология в Минния институт в катедрата по геология и рудни находища. От 1914 е директор на Геоложкия комитет на Русия.
След Руската революция (1917) се премества в освободената си родина Полша, където до края на живота си е професор по геология в Краковския минен институт. В последните години възглавява геоложката служба на Полша.
Умира на 5 юни 1947 година във Варшава на 83-годишна възраст.

## Съчинения
- „К геологии средней Азии. Описание некоторых осадочных образований Закаспийского края и части северной Персии“ („Зап. Мин. Общ.“, т. XXVI, 1889);
- „Геологические исследования в Восточном Туркестане“ („Труды Тибетской экспедиции 1889 – 90 под начальством М. В. Певцова“, ч. II, 1892);
- „Из путешествия по центральн. Азии“ („Горн. Журн.“, 1892, № 4 – 5, стр. 84 – 157);
- „Северо-Западный Тибет, Куэнь-Лунь и Кашгария“ („Изв. Геогр. Общ.“, т. XXVII, 1892, стр. 480 – 504);
- „Геологические исследования вдоль Сибирской ж. д. в 1893 г.“ („Горн. Журн.“, 1894, № 9 и 10);
- „Материалы по геологии и полезным ископаемым Иркутской губ.“ („Горн. Журн.“, 1895, № 10, 11, 12);
- „Геологические исследования и разведочные работы по линии Сибирской ж. д.“ (вып. 2, 1896, стр. 1 – 294);
- „Очерк деятельности Охотско-Камчатской горной экспедиции 1895 – 98“ („Изв. Геогр. Общ.“, XXXV, 1899, вып, VI);
- „Геологическое описание Квантунской обл, и её месторождения золота“ („Материалы по геологии России“, т. XX, 1900, стр, 1 – 237);
- „Два пересечения Главного Кавказского хребта“ („Труды Геологич. Комитета“, т. XIX, 1902, стр, 1 – 209).